# Migrationskrise an der Grenze zwischen Belarus und der Europäischen Union

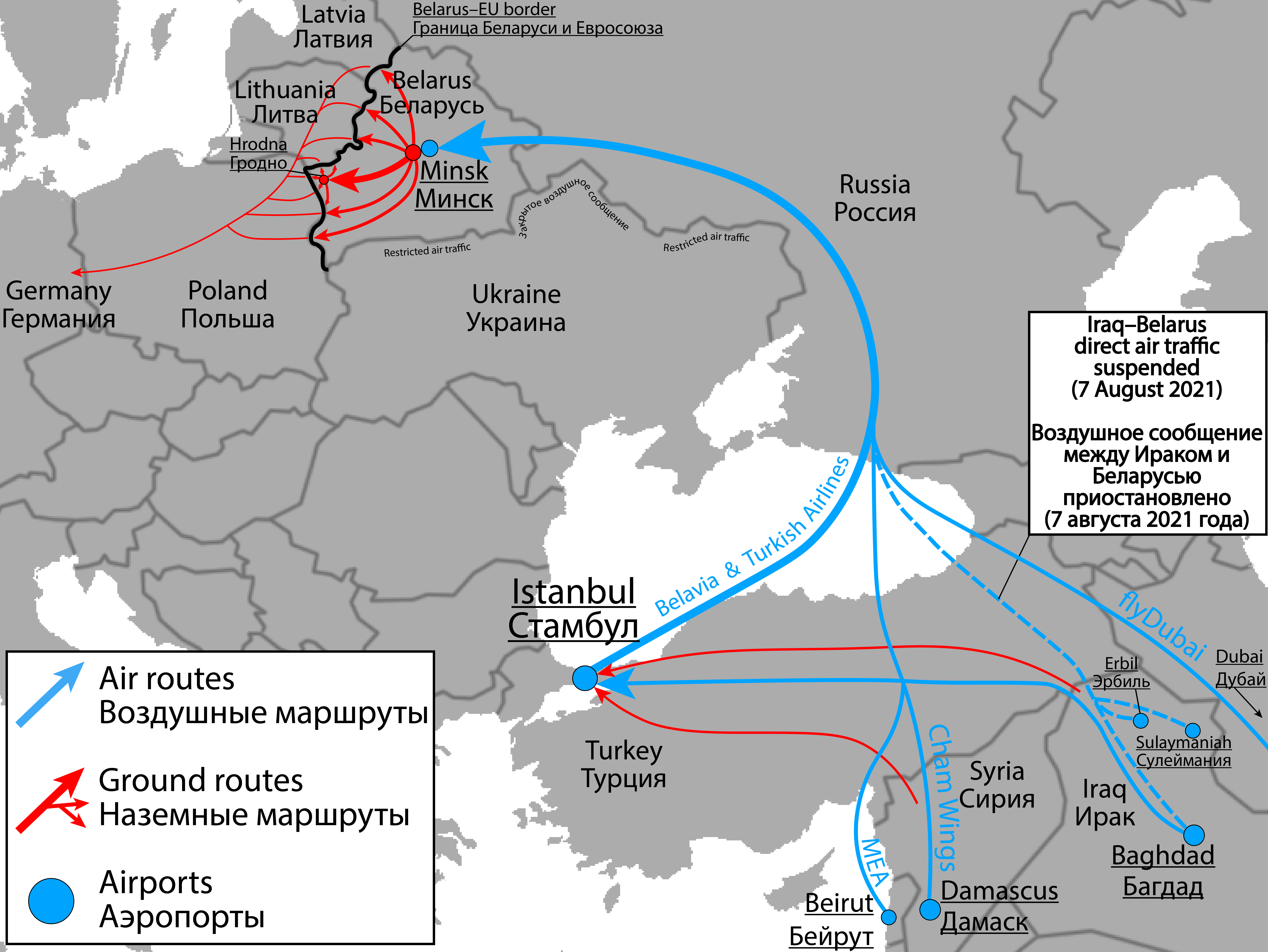
Migrationsrouten
Flugrouten
Überlandrouten

Die Migrationskrise an der Grenze zwischen Belarus und der Europäischen Union bezeichnet den damaligen Zuwachs an Migranten aus Vorder- und Zentralasien sowie Nordafrika, die ab Juli 2021 vermehrt versuchten, über die Grenze der Republik Belarus in die Europäische Union nach Lettland, Litauen und Polen (und von dort insbesondere nach Deutschland) zu gelangen. Die gedachte Route über das Staatsgebiet von Belarus in die Europäische Union wurde durch den medial geprägten Begriff Belarus-Route beschrieben. Die Zahl der Menschen, die diese Route für ihre Flucht benutzten, lag 2021 höher als in den Vorjahren und sank seitdem wieder. 2022 und 2023 wurde die Route von 6.000 bzw. 5.000 Menschen im Jahr genutzt, also von deutlich weniger als die Mittelmeer-Route (mehr als 220.000 Menschen 2023) und die Balkan-Route (mehr als 100.000 Menschen 2023).
Der belarussische Präsident Aljaksandr Lukaschenka sowie sein enger Verbündeter, der russische Präsident Wladimir Putin, beförderten die Migration in die Europäische Union auf diesem Wege aktiv, um diese politisch unter Druck zu setzen. Laut Beobachtern wollten sie auf diese Weise erreichen, dass die Europäische Union die im Rahmen der Proteste in Belarus erlassenen Sanktionen gegen Lukaschenka und Personen aus dessen Umfeld aufhebt.
Im Zuge der Migrationskrise wurden Misshandlungen an Flüchtlingen dokumentiert. Außerdem kam es zu Todesfällen durch Unterkühlung oder Erschöpfung.

## Geografie

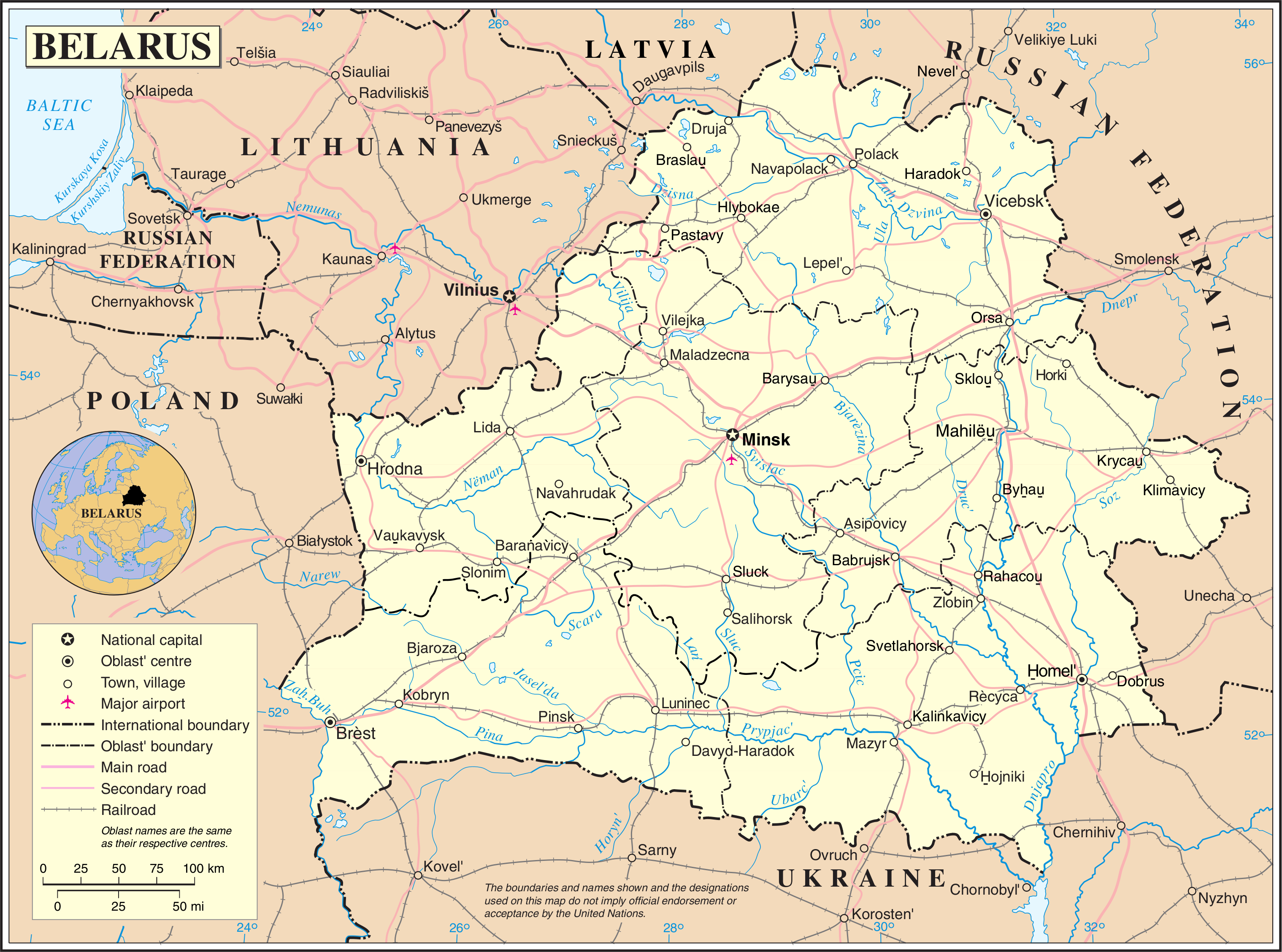
Belarus

Belarus hat gemeinsame Grenzen mit drei EU-Mitgliedsstaaten: Polen, Litauen und Lettland. Die Grenze zwischen Belarus und Polen ist 416 km lang, die Grenze zwischen Belarus und Lettland 173 km und die Grenze zwischen Belarus und Litauen 679 km (davon 299 km entlang von Gewässern).

## Vorgeschichte
Bei der Präsidentschaftswahl in Belarus 2020 wurde dem bisherigen Amtsinhaber Lukaschenka ein Ergebnis von 80,1 Prozent der Stimmen bescheinigt. Obwohl zahlreiche Fälle von Wahlfälschung nachgewiesen werden konnten, weigerte sich der autoritär regierende Lukaschenka auf die Forderungen der darauffolgenden Proteste einzugehen. Die Demonstrationen wurden stattdessen blutig niedergeschlagen. Das Büro des Hohen Kommissars der Vereinten Nationen für Menschenrechte teilte mit, seit dem Tag der Präsidentschaftswahl Berichte von über 450 dokumentierten Fällen von Folter und Misshandlungen erhalten zu haben. Dazu zählten auch sexueller Missbrauch und Vergewaltigung. Mehrere Menschen wurden von Sicherheitskräften erschossen oder auf andere Weise getötet. Der Präsident der Russischen Föderation, Putin, stellte sich demonstrativ hinter Lukaschenka und den Wahlausgang.
Im September 2020 verhängte die Europäische Union wegen der Polizeigewalt Sanktionen gegen mehrere belarussische Staatsbeamte. Lukaschenka selbst wurde zunächst nicht auf die Sanktionsliste gesetzt, um mögliche Gesprächskanäle mit ihm offen zu halten. Am 23. Mai 2021 leiteten die belarussischen Behörden unter dem Vorwand einer angeblichen Bombendrohung eine Passagiermaschine (Ryanair-Flug 4978), die sich von Athen nach Vilnius befand, nach Minsk um, um den an Bord befindlichen regimekritischen Blogger Raman Pratassewitsch und dessen Freundin Sofia Sapega zu verhaften. Die Europäische Union kündigte daraufhin zusätzliche Wirtschaftssanktionen an.
Im Juli 2021 drohte Lukaschenka bei einer Regierungssitzung als Antwort auf die Sanktionen, er werde massenhaft Geflüchtete aus Afghanistan, Syrien und dem Irak durchlassen und niemanden bei Grenzübertritten aufhalten.

## Vorgehen der Regierung von Belarus
Der staatliche belarussische Reiseveranstalter Zentrkurort begann im Mai 2021, uneingeschränkt Touristenvisa an Antragsteller aus dem Irak zu vergeben; das Unternehmen ist unmittelbar dem belarussischen Präsidialamt unterstellt. Wenig später wurde das Visageschäft nach und nach an Privatfirmen übertragen, darunter an den Reiseveranstalter Oscartur mit Sitz in Minsk, der erst im Irak, dann in der Türkei und anderen Ländern des Nahen Ostens Einreisegenehmigungen organisierte.
Lukaschenka ließ Migrationswillige zunächst mit Linienflügen aus dem Irak, aus Jordanien und aus dem Libanon einreisen. Sie wurden dabei teils mit falschen Versprechen und der Hoffnung auf eine Einreise in die Europäische Union angelockt. Dieses Vorgehen konnte die Europäische Union zunächst eindämmen, indem sie Druck auf die Regierungen dieser Länder ausübte; die dort ansässigen Fluggesellschaften dürfen Minsk daher seitdem nicht mehr anfliegen.
Daraufhin begann die belarussische Regierung jedoch damit, eigene gecharterte Flugzeuge in die betreffenden Länder zu schicken, um migrationswillige Menschen nach Belarus zu bringen. Die Charterflugzeuge sind meist in Irland geleaste Airbus-Flugzeuge. Neben der staatlichen belarussischen Fluggesellschaft Belavia beteiligen sich auch die Fluggesellschaften Turkish Airlines aus der Türkei, flyDubai aus den Vereinigten Arabischen Emiraten und Cham Wings aus Syrien nach wie vor an den Flügen. Der staatliche belarussische Tourismuskonzern arbeitet dabei eng mit Reiseveranstaltern im Nahen Osten zusammen. Laut Welt am Sonntag sind im neuen belarussischen Flugplan bis März 2022 wöchentlich rund 40 Flüge aus Istanbul, Damaskus und Dubai geplant. Im Winter 2019/20 seien es zum Vergleich nur rund 17 Flüge wöchentlich gewesen.
Die Migranten werden von belarussischen Sicherheitskräften nach ihrer Ankunft in der Regel in bewaldete Heideareale bis kurz vor die Grenze gebracht. Deren Rückkehr, etwa nach Minsk, wird von ihnen auch unter Anwendung von Gewalt verhindert. Nach Angaben der polnischen Regierung übergeben die belarussischen Behörden den Migranten auch Tabletten und Drogen. Litauische Grenzschutzbehörden konnten demnach feststellen, dass in einem Fall einem Kind Methadon verabreicht wurde. Humanitäre Hilfsgüter, welche der polnische Staat für die Migranten an der Grenzen zur Verfügung stellt, werden von belarussischen Sicherheitskräften zurückgewiesen.
Konnte bis Ende September 2021 jedes beliebige Unternehmen in Belarus Visa an Migranten aus der Türkei und dem Nahen Osten ausstellen, wählte Lukaschenka danach zwölf Reiseveranstalter aus und ließ die Preise für ein Visum von 1200 auf bis zu 2500 Dollar anheben. Im November 2021 waren es mehrere hundert Personen täglich, die aus dem Nahen Osten nach Belarus einreisten. Schätzungen zufolge hielten sich zu der Zeit bis zu 15.000 eingereiste Migranten aus dem Nahen Osten in Belarus auf. In Syrien war der Andrang auf Visaanträge so groß, dass die belarussische Botschaft in Damaskus aus „technischen Gründen“ vorübergehend keine Visaanträge mehr annahm. In Minsk bringen die Reiseveranstalter die Migranten vor allem in Hotels unter, die ebenfalls Verbindung zum belarussischen Präsidialamt haben. Viele Menschen stecken tagelang im Grenzgebiet fest, irren umher, bis sie wieder nach Minsk finden. Oft müssen die Migranten belarussischen Beamten hohe Schmiergelder zahlen, damit diese sie in die Hauptstadt passieren lassen. Läuft die Einreiseerlaubnis aus, werden die Menschen von ihrem Hotel vor die Tür gesetzt. Dokumentiert ist, dass jene, die kein Geld mehr haben, um für weitere Übernachtungen zu zahlen, im Freien schlafen müssen. Spätestens im November waren die belarussischen Behörden dazu übergegangen, nur noch Gruppenvisa mit wenigen Tagen Laufzeit für „Touristen“ aus dem Nahen Osten auszustellen. Oftmals werden von den Migranten laut deren Aussage darüber hinaus überhöhte Preise für Unterkünfte verlangt, die das Doppelte der üblichen Übernachtungskosten ausmachen. Hinzu kommen Kosten für den Flug nach Minsk oder die Bezahlung von Schleusern, die sie aus ihren Ländern zuerst nach Belarus bringen.
Nach der Räumung einer grenznahen Lagerstätte unweit des belarussischen Ortes Brusgi gaben die belarussischen Behörden eine Falschmeldung heraus, nach der sich Deutschland zur Aufnahme von rund 2.000 Migranten erklärt habe.
In einem am 20. November 2021 veröffentlichten Interview mit der BBC erklärte Lukaschenka, dass es absolut möglich sei, dass belarussische Behörden den Migranten helfen würden und er würde dem nicht einmal nachgehen.

## Situation an den Grenzen seit Juli 2021

### Lettland/Belarus
Die Regierung von Lettland rief am 10. August 2021 einen dreimonatigen Notstand aus, nachdem immer mehr Migranten über Belarus versucht hatten, die Grenze zu passieren. Bis zum 8. September 2021 wurden 1.005 Fälle von versuchten illegalen Grenzübertritten registriert.

### Litauen/Belarus
Litauen verstärkt bereits seit 2016 an Stellen, wo keine Grenzgewässer vorhanden sind, seine Grenze zu Belarus mittels Zäunen und erweiterter Überwachungstechnik. Anlass war, dass die Russische Föderation 2016 Migranten aus dem Mittleren Osten an seine westlichen Grenzen passieren ließ, wo diese vor allem versuchten nach Norwegen einzuwandern.
Üblicherweise dokumentieren litauische Behörden etwa 70 illegale Grenzübertritte pro Jahr. Im Juni 2021 stieg die Zahl der verhafteten Personen an der Grenze auf 470. Im Juli 2021 lag sie bereits bei 2.600, wobei es sich vor allem um Menschen aus dem Irak und verschiedenen Staaten Afrikas handelt.
Ab Juli 2021 befestigte Litauen einen Grenzabschnitt beim Dreiländereck zu Belarus und Polen.
Am 2. August verkündete die litauische Innenministerin Agnė Bilotaitė, man werde Menschen, die die Grenze nach Litauen illegal überqueren wieder nach Belarus zurückschicken. Als Reaktion darauf ordnete Lukaschenka an, „jeden Meter der Grenze“ abzuriegeln und erklärte „Gott bewahre sie davor, eine Politik der Abschiebung von Personen umzusetzen, die sie über die offiziellen Grenzübergänge eingeladen haben“.
Am 18. August 2021 veröffentlichten litauische Behörden ein Video, das zeigen soll, wie mit Schilden und Helmen ausgestattete belarussische Grenzsoldaten etwa 35 Migranten über die Grenze drängen und dabei litauisches Territorium betreten. Erst nach wiederholter Aufforderung hätten sie es wieder verlassen.
Am Morgen des 7. Oktober 2021 wurden in der Rajongemeinde Švenčionys durch die litauischen Behörden mehrere Schüsse dokumentiert, die von belarussischer Seite abgefeuert worden sein sollen.
Beginnend am 10. November 2021 erklärte die litauische Regierung einen bis zum 10. Dezember dauernden Ausnahmezustand für das Grenzgebiet zu Belarus, der es Grenzbeamten unter anderem erlaubt, Migranten gewaltsam an der Einreise nach Litauen zu hindern. Geflüchtete erzählen, dass litauische Grenzbeamte gezielt Elektroschocker gegen sie einsetzten, um sie zurückzudrängen. Wenig später begannen die litauischen Streitkräfte, Stützpunkte in Grenznähe zu errichten.

### Polen/Belarus

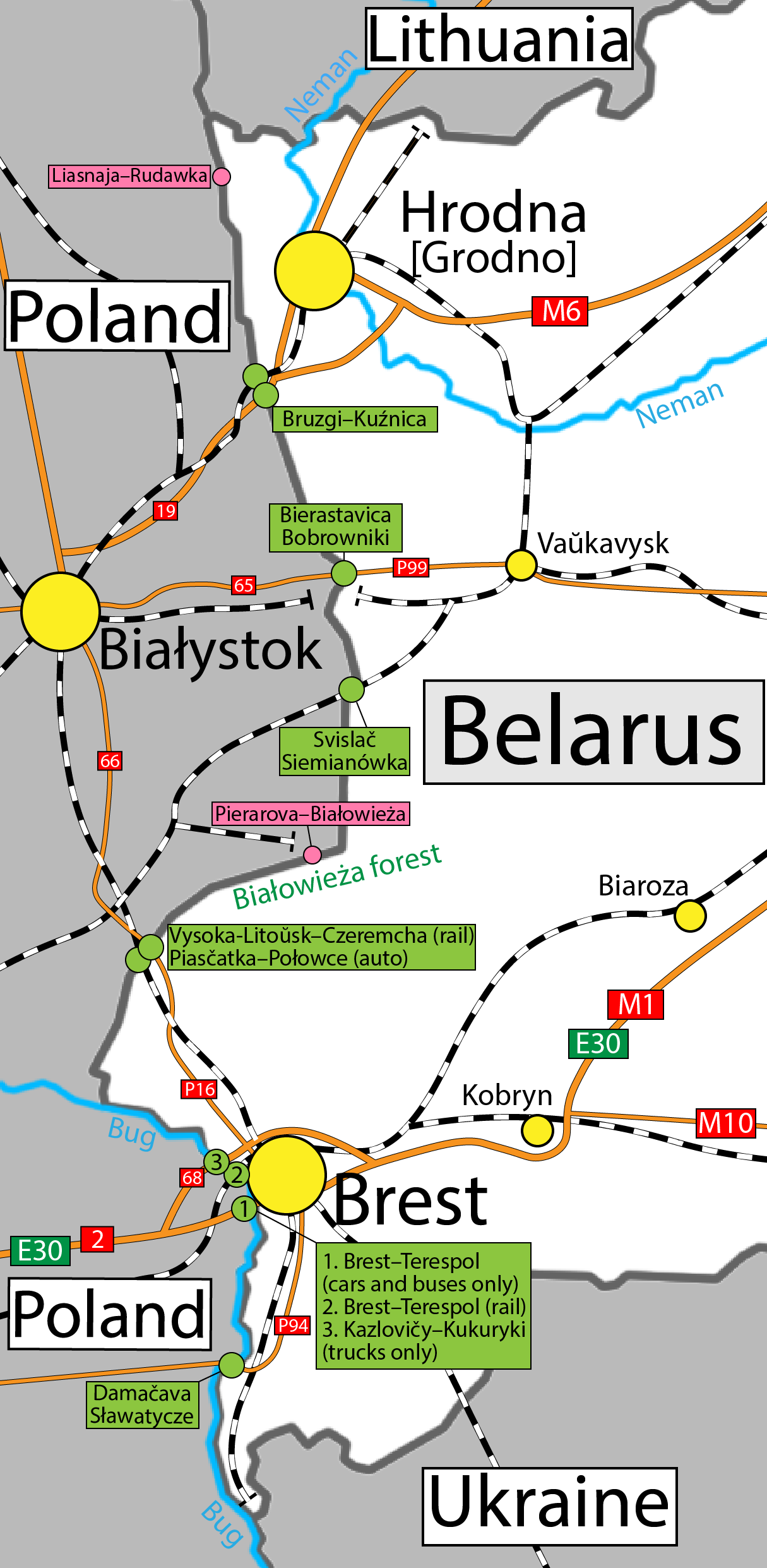
Karte der Grenzübergänge an der polnisch-belarussischen Grenze (englisch)

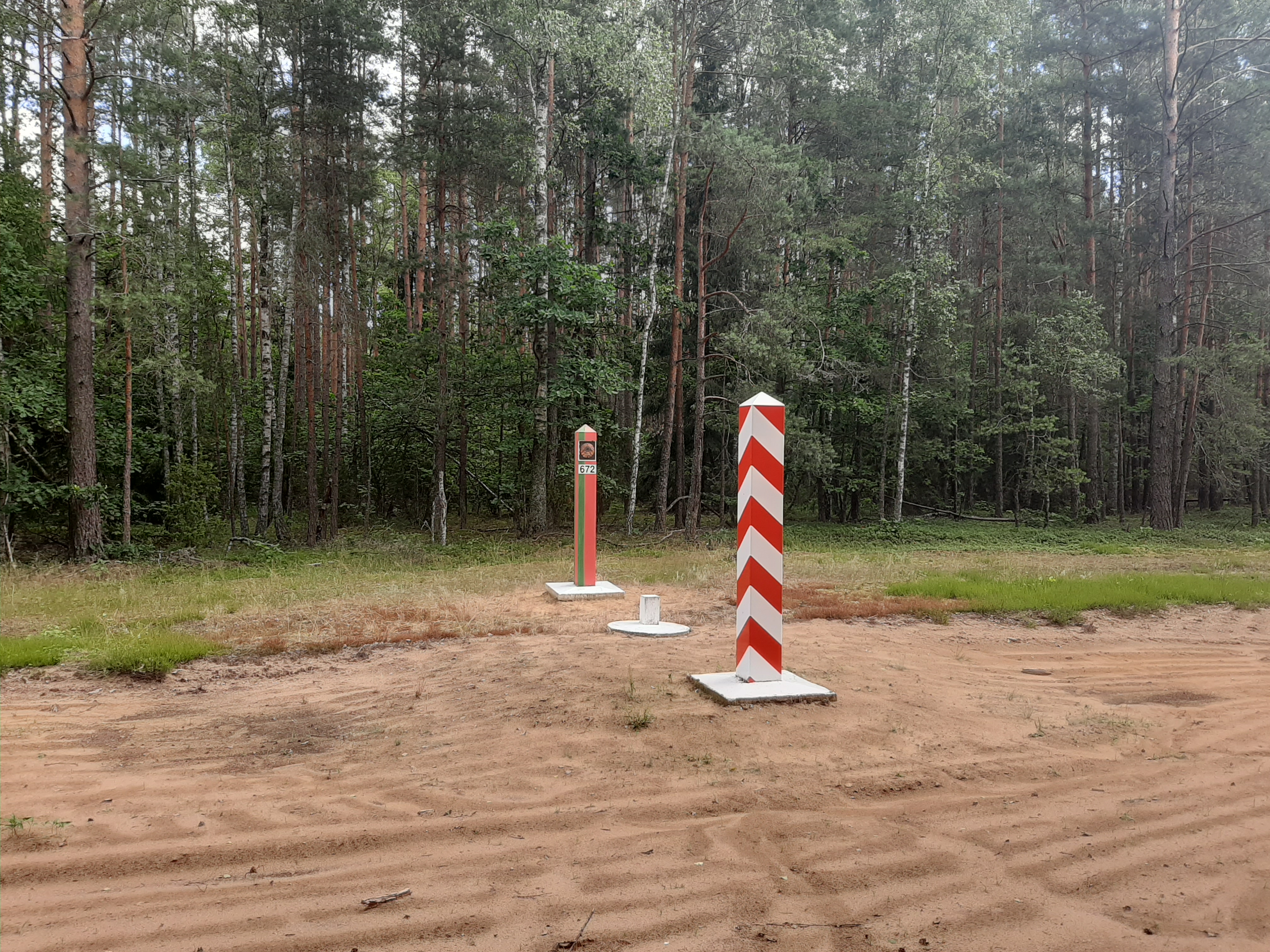
Grenzsteine zwischen Belarus und Polen vor der Migrationskrise (Juli 2020)

Am 6. August 2021 bezeichnete Polens Ministerpräsident Mateusz Morawiecki das Vorgehen Lukaschenkas als hybriden Krieg. Die Situation müsse zum Anlass genommen werden, die gemeinsame Migrations- und Asylpolitik in der Europäischen Union zu stärken und den bisherigen Schutz der EU-Außengrenzen zu überdenken, so Morawiecki. Erste Vorfälle an der polnischen Grenze wurden jedoch erst am 21. August 2021 publik, obwohl es seit Juli verstärkte Übertritte in der meist stark bewaldeten Grenzregion gab. Nahe dem polnischen Ort Usnarz Górny wurde eine aus Afghanistan stammende Gruppe von Migranten festgesetzt, was zu Debatten in den polnischen Medien führte. Journalisten, Vertreter humanitärer Organisationen und Politiker wurden von den polnischen Behörden trotz Anfragen und Beschwerden nicht zur Grenze durchgelassen. Gabriela Morawska-Stanecka, stellvertretende Vorsitzende des polnischen Senats, kritisierte zudem, dass auch Ärzte nicht zu hilfsbedürftigen Migranten vorgelassen worden seien. Das polnische Außenministerium sagte daraufhin zunächst humanitäre Hilfe in Form von Sachmitteln zu und versuchte vergebens, entsprechende Maßnahmen auf der belarussischen Seite der Grenze zu erreichen.
Nachdem es zu einem signifikanten Anstieg an Grenzübertritten gekommen war, erklärte die polnische Regierung, man plane einen Grenzzaun zu bauen bzw. bereits vorhandene Sicherheitsmaßnahme zu verstärken. Ende August 2021 begannen die polnischen Behörden schließlich, einen 2,50 Meter hohen provisorischen Zaun aus Stacheldrahtrollen an der Grenze zu errichten.
Seit dem 2. September gilt ein Ausnahmezustand in den polnischen Grenzgemeinden zu Belarus. Drei Kilometer reicht das Sperrgebiet ins Land hinein. Nur Anwohner und Sicherheitskräfte dürfen hinein. Die polnische Regierung versuchte mit einem Zutrittsverbot für Menschenrechtsorganisationen und Journalisten zu verhindern, dass Migranten von polnischer Seite aus beim Grenzübertritt unterstützt werden. In das Sperrgebiet kommen selbst reguläre polnische Parlamentarier nicht hinein. Flüchtlinge, denen eine Überquerung der Sperrzone gelingt, gelingt die Durchreise durch Polen meist nicht, da sie vorher oft von polnischen Beamten aufgespürt und an die Grenze zurückgebracht werden.
Am 9. September 2021 veröffentlichten die polnischen Behörden ein Video, das zeigen soll, wie in belarussischen Militärfahrzeugen Migranten an die Grenze zu Polen gebracht werden und dort Anweisungen von den belarussischen Beamten erhalten.
Am 19. September starben vier Menschen in der Grenzregion zu Polen mutmaßlich an Unterkühlung und Erschöpfung. Ein am 29. Oktober verstorbener Iraker war laut polnischen Medien der zehnte Tote seit Sommer im gesamten Grenzgebiet.
Medien berichteten Mitte Oktober, dass in einem drei Kilometer breiten De-facto-Sperrstreifen an der Grenze, in dem wenige Menschen wohnten, 31 Flüchtlinge seit über zwei Monaten hilflos ausharrten und zu erfrieren drohten. Weder die belarussischen noch die polnischen Behörden seien angewiesen, die Menschen passieren zu lassen. Nach eigenen Angaben hätten die Migranten inzwischen beide Seiten um Hilfe angefleht. Anwohner seien bemüht, zu helfen, soweit dies ihnen legal erlaubt sei. Journalisten und Hilfsorganisation bleibe der Zutritt versperrt. Am 17. Oktober 2021 demonstrierten hunderte Polen in Warschau unter dem Motto „Stopp der Torturen an der Grenze“ gegen die Reaktion der polnischen Regierung auf die Migrationskrise und das als rabiat empfundene Vorgehen der polnischen Behörden, dabei wurde die Solidarität mit den Migranten bekundet und die Aufnahme dieser in polnischen Flüchtlingslagern gefordert. Aus Protest gegen die prekäre Versorgungslage der Migranten und vor allem auch der Kinder demonstrierten am 23. Oktober 2021 zudem zahlreiche Menschen – vor allem Frauen und darunter Ehefrauen früherer Präsidenten Polens – unter dem Motto „Mütter an der Grenze“ vor dem örtlichen Hauptquartier der polnischen Grenzwacht im polnischen Ort Michałowo nahe Białystok.
Am Abend des 9. November meldete die polnische Nachrichtenagentur PAP unter Berufung auf die Lokalredaktion des Radiosenders Polskie Radio in Białystok, es sei mehreren Dutzend Migranten in zwei Gruppen gelungen, Grenzzäune in der Nähe der Orte Krynki und Białowieża zu zerstören und die Grenze zu passieren. Einige der Menschen seien nach Belarus zurückgebracht worden, andere seien auf freiem Fuß. Auf der belarussischen Seite befänden sich hunderte Menschen. Sie erhielten von belarussischen Organisationen Lebensmittel. Polen hat tausende Soldaten an der Grenze stationiert, die einen Durchbruch an den Grenzzäunen verhindern sollen.
Die russische Regierung stellte sich demonstrativ hinter Lukaschenko, verurteilte das »harte Vorgehen der polnischen Seite« gegenüber den Flüchtlingen. Der russische Außenminister Sergei Lawrow forderte EU-Hilfen für das belarussische Regime. Berichtet wurde, dass die Situation zwischen den mit automatischen Schusswaffen ausgestatteten polnischen und belarussischen Grenzwächtern angespannt ist.
Am 10. November berichteten Medien, die polnische Regierung würde erwägen, die Grenze Polens zu Belarus für den Personen- und Warenverkehr komplett zu schließen. Mitte November wollten rund 4000 Flüchtlinge auf der belarussischen Seite des Grenzzauns nahe dem polnischen Ort Gmina Kuźnica in die EU einreisen. Im Gegenzug sicherten 15.000 polnische Soldaten die Grenze. Die Sicherheitskräfte setzten Wasserwerfer und Pfefferspray ein, um die Flüchtlinge an einer Überquerung zu hindern. Flüchtlinge berichten, dass sie nach gescheiterten Überquerungen von belarussischen und polnischen Sicherheitskräften ausgeraubt, teilweise bewusstlos getreten, an der Grenze entlanggetrieben oder in andere Grenzregionen verschleppt wurden.
In der polnisch-belarussischen Grenzregion sind auch Schleuser mit Verbindungen zur türkischen Mafia aktiv, die für 2000 Dollar Menschen von dort nach Deutschland transportieren.
Bis zum 19. November wurden alle mindestens 2000 bis 3500 Flüchtlinge aus dem von den Migranten errichteten Lager nahe dem Grenzübergang Bruzgi-Gmina Kuźnica in eine Halle in Belarus gebracht. Zuvor hatten die Flüchtlinge an der Grenze im Freien gelebt. Der polnische Grenzschutz bestätigte die Evakuierung des Lagers. Auf Videoaufnahmen angesprochen, die Flüchtlinge zeigen, wie sie Steine auf polnische Grenzbeamte werfen, erklärten Flüchtlinge, dass sie keine andere Wahl hatten, da sie praktisch von belarussischen Soldaten vor die Wahl gestellt wurden, entweder Steine gegen polnische Grenzbeamte zu schmeißen, oder nicht nach Minsk zurück zu dürfen und damit weiter draußen übernachten zu müssen und eventuell zu erfrieren. Sie berichteten außerdem davon, dass belarussische Grenzsoldaten den Grenzzaun zu Polen mit Bolzenschneidern aufschnitten, damit Migranten illegale Einreiseversuche unternehmen konnten.
Estland wird laut Verteidigungsminister Kalle Laanet auf Bitten der polnischen Regierung etwa hundert Sicherheitskräfte (Militärpolizei, Aufklärungs- und Videoteams mit Drohnen sowie Ingenieure) in der letzten Novemberwoche zur Unterstützung nach Polen schicken.
Da der Anfang September verhängte Ausnahmezustand laut polnischer Verfassung nicht länger als drei Monate dauern darf, beschloss der Sejm – das Parlament – im November 2021 ein „Gesetz zum Schutz der Grenze“, das unter anderem Zutrittsbeschränkungen bereits mittels Erlass von Verordnungen ermöglicht.

### Deutschland/Polen
Von Ende August 2021 bis Mitte Oktober 2021 sind mehr als 4.500 Personen auf der Belarus-Route nach Deutschland eingereist und haben dort um Asyl gebeten, also durchschnittlich 100 pro Tag. Im August waren über die Grenze von Polen nach Brandenburg 400 Menschen gekommen, im September stieg die Zahl auf das Sechsfache. Allein über die Grenze aus Polen kamen so viele Menschen aus dem Nahen Osten nach Deutschland wie seit 2013 nicht mehr.
Acht Hundertschaften der Bundespolizei patrouillieren im Grenzgebiet zu Polen. Bis Mitte November haben sie mehrere hundert Schleuser gefasst. Damit die Schleuser die Kontrollen oder Straßensperren der Bundespolizei erfolgreich umgehen, lassen diese Späher vorausfahren.

### Ukraine/Belarus
Im November 2021 kündigte die Ukraine an, ihre Grenze stärker zu sichern. Neben einer verstärkten Luftaufklärung seien laut dem ukrainischen Innenminister Denys Monastyrskyj auch rund 8500 Soldaten, Nationalgardisten und Polizisten entlang der Nordgrenze stationiert worden. Zudem würde die Grenze mittels Gräben, Zäunen und Wachtürmen ausgebaut werden. Diese Maßnahmen geschahen zum einen aus der Befürchtung heraus, Lukaschenka könnte die Flüchtlinge an die ukrainische Grenze bringen und zum anderen im Zusammenhang mit Entwicklungen des Krieges in der Ukraine, da Russland und Belarus die Präsenz ihrer Streitkräfte im November 2021 an der Grenze zur Ukraine verstärkten.

## Politische Reaktionen und Folgen
Der deutsche Bundesaußenminister Heiko Maas nannte Lukaschenka den „Chef eines staatlichen Schleuserrings“ und befürwortet weitere Sanktionen „gegen den belarussischen Diktator“. Er plädierte auch für Sanktionen gegen alle weiteren Akteure, die sich an der Schleusung von Flüchtlingen nach Belarus beteiligen, darunter Herkunftsstaaten, Transitstaaten und auch Fluggesellschaften, die Migranten nach Belarus fliegen. Der Landesinnenminister von Brandenburg, Michael Stübgen, sprach von „Menschenhandel der schlimmsten Art“. Lukaschenka nehme es billigend in Kauf, dass Menschen auf ihrem Weg erfrieren und verhungern. Bundesinnenminister Horst Seehofer warf Lukaschenko „hybride Kriegsführung“ vor.
Im Oktober billigten beide Kammern des polnischen Parlaments, der Sejm und der Senat, mehrheitlich den Plan der polnischen Regierung, den Ende August provisorisch errichteten Zaun an der Grenze zu Belarus für 366 Millionen Euro durch eine „solide, hohe Barriere, mit einem Überwachungssystem und Bewegungsmeldern“ zu ersetzen.
Mitte November erwogen die Regierungen von Polen, Litauen und Lettland, nach anfänglichen Forderungen durch den polnischen Oppositionsführer Donald Tusk, die Beantragung einer NATO-Sondersitzung im Sinne von Artikel 4 des NATO-Vertrags, welcher Konsultationen der Bündnispartner vorsieht, sollte die territoriale sowie politische Unversehrtheit und Unabhängigkeit bedroht sein.
Nach Medienangaben im Oktober 2021 haben deutsche Behörden Ermittlungen wegen Verdachts auf Schleusungskriminalität gegen Lukaschenka eingeleitet.
Am 12. November nannte US-Präsident Joe Biden die Situation „sehr besorgniserregend“. Die US-Regierung habe ihre Besorgnis gegenüber der Russischen Föderation und Belarus zum Ausdruck gebracht.
Auf Druck der Europäischen Union lässt die türkische Regierung seit dem 12. November 2021 Staatsbürger Syriens, des Irak und des Jemen nicht mehr von ihrem Staatsgebiet aus nach Belarus fliegen. Laut der türkischen zivilen Luftfahrtbehörde (DHMI) dürfen diese bis auf Weiteres keine Flugtickets mehr kaufen und nicht mehr an Bord gehen. Die Europäische Union hatte zuvor Sanktionen gegen Fluggesellschaften angedroht, die Migranten nach Belarus befördern. Die staatliche belarussische Fluggesellschaft Belavia kann laut DHMI zudem nicht mehr das Middle-East-Netzwerk von Turkish Airlines nutzen. Die syrische Fluggesellschaft Cham Wings teilte am 13. November 2021 mit, die Flüge nach Belarus einzustellen. Seit 14. November 2021 akzeptiert Belavia keine Bürger aus Afghanistan, dem Irak, dem Jemen und Syrien mehr zum Boarding für Flüge von Dubai nach Minsk.
Am 15. November 2021 telefonierte Angela Merkel als geschäftsführende Bundeskanzlerin Deutschlands mehrmals mit Lukaschenka und mit dem polnischen Ministerpräsidenten Mateusz Morawiecki, während sich Putin und Frankreichs Präsident Emmanuel Macron über die Migrationskrise berieten.
Wenig später kündigte die Europäische Union an, Hilfslieferungen in Form von Nahrung, Decken und anderen Gütern im Wert von rund 700.000 Euro für die in Belarus festsitzenden Migranten an. Die EU-Grenzschutzbehörde Frontex kündigte Unterstützung für die Rückführung von bis zu 1.700 irakischen Migranten an. Die Internationale Organisation für Migration hilft nach Belarus Geflüchteten bereits bei der Organisation der Rückreise in ihre Heimatländer.
Bis zum 4. Dezember 2021 hatte der Irak für mehr als 2000 Iraker eine Rückreise aus Belarus organisiert.
In Belarus traten am 1. Januar 2022 Gegensanktionen in Kraft, als Reaktion auf Sanktionen der EU, der USA und anderer Staaten. Seitdem ist die Einfuhr der meisten Waren aus dem Westen verboten. Das Lebensmittel-Kaufembargo betrifft unter anderem Fleisch und Milchprodukte. 2021 machten nach belarussischen Regierungsangaben Hersteller in den westlichen Staaten, die Sanktionen gegen Minsk erlassen hatten, umgerechnet rund 500 Millionen Euro Umsätze mit Belarus. Belarus werde nun seine Wirtschaftsbeziehungen zum Nachbarland Russland weiter ausbauen.
Von November 2021 bis Januar 2022 hat die irakische Regierung nach eigenen Angaben rund 4000 Iraker von der belarussischen Grenze zurück in den Irak geführt.

## Rechtliches
Der Europäische Gerichtshof für Menschenrechte hat entschieden, dass Menschen, die mit Gewalt versuchen, EU-Grenzen zu überschreiten, pauschal zurückgewiesen werden dürfen. Zuvor hatten Migranten an der Grenze der
spanischen Exklave Melilla dies versucht.
Jedoch ist im europäischen Recht und der Genfer Flüchtlingskonvention auch festgehalten, dass Schutzsuchende, die die EU betreten, im entsprechenden Land das Recht auf ein faires Asylverfahren bekommen. Im Zuge der Migrationskrise beschloss das Parlament Polens jedoch das Grundrecht auf Asyl einzuschränken. Nach dem Parlamentsbeschluss können Grenzschützer nach polnischem Recht selbst entscheiden, ob sie den Schutzsuchenden die Chance auf einen Asylantrag gewähren.

## Reportagen
- Spiegel TV: Fluchtroute Belarus auf YouTube, 3. November 2021 (08:35 Minuten).
- Der Spiegel: Geflüchtete in Belarus: »Es ist kein Leben hier auf dem Betonboden, in diesen Regalen« auf YouTube, 22. November 2021 (04:33 Minuten).